# Shivneri-Höhlen
Die ca. 50 Shivneri-Höhlen bilden zusammen ein ehemaliges buddhistisches Höhlenkloster bei der heutigen Stadt Junnar im Distrikt Pune im indischen Bundesstaat Maharashtra.

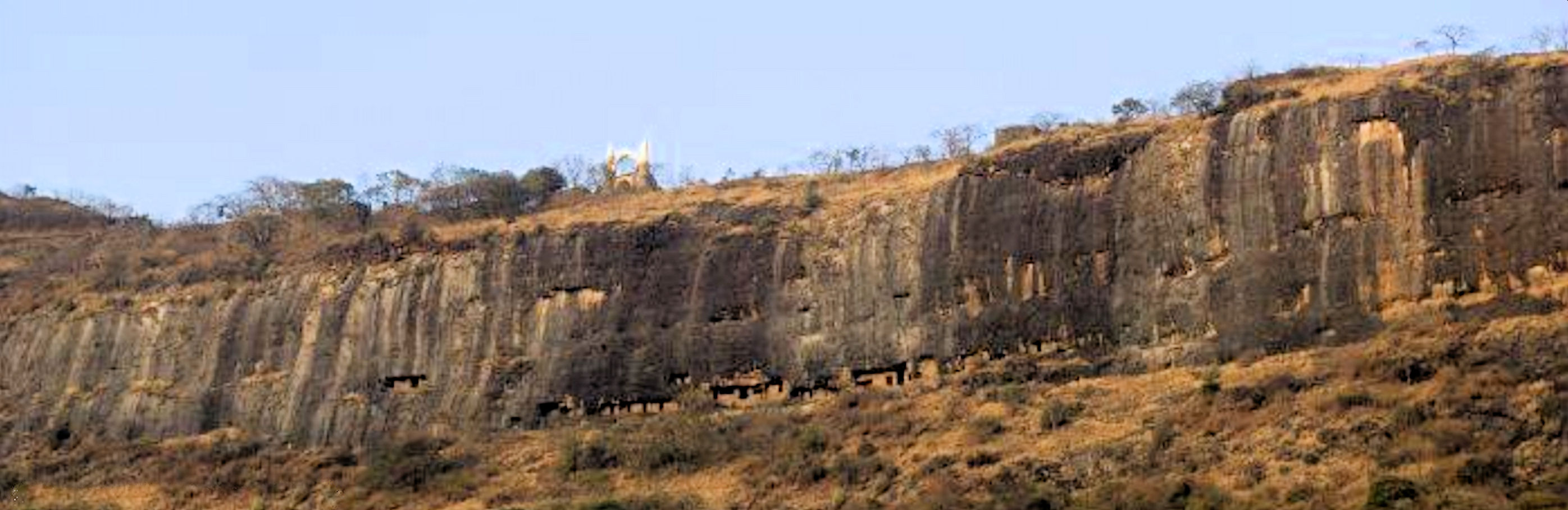
Shivneri-Höhlen

## Lage

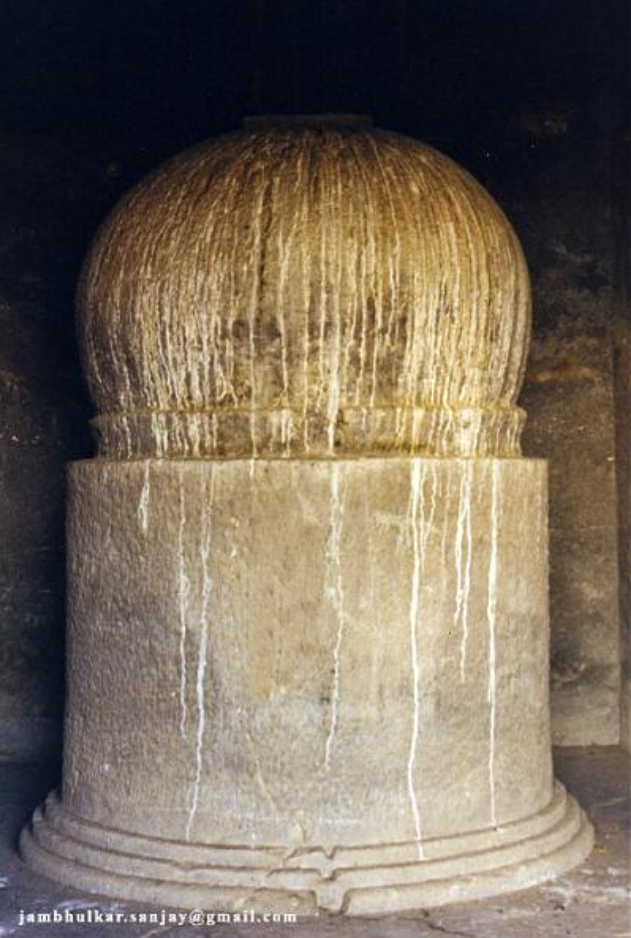
Shivneri-Höhlen – Votivstupa (dagoba) auf abgetreppter Plinthe

Die etwa 160 m über der Talsohle gelegenen Shivneri-Höhlen befinden sich auf zwei Seiten der Bergflanken des Shivneri Hill etwa 4 km (Fahrtstrecke) südwestlich der Stadt Junnar in einer Höhe von knapp 900 m.

## Datierung
Die der Hinayana-Strömung des Buddhismus zuzurechnenden Höhlen stammen aus der Zeit zwischen dem 1. Jahrhundert v. Chr. bis zum 3. Jahrhundert n. Chr.

## Beschreibung
Die ursprünglich von Mönchen (bhikkhus), später auch von Hilfskräften in den Fels hineingetriebenen Höhlen sind von 1 bis 50 nummeriert. Nur die Höhlen 34 und 50 sind Kulthallen (chaityas); alle anderen sind unterschiedlich große und mehr oder weniger gut erhaltene Wohnhöhlen (viharas) mit Mönchszellen. Die Höhle 14 ist zweigeschossig. Zwischen den Höhlen gibt es immer wieder Zisternenbecken.
Die Höhle 44, mit den Maßen von ca. 6 m × 6 m eine der größeren Wohnhöhlen im Gesamtkomplex, wurde zu einem unklaren Zeitpunkt in einen hinduistischen Kultplatz umgewandelt und ist der Göttin Shivabai, der Familiengöttin des Marathenführers Shivaji, gewidmet.

## Inschriften
Drei Höhlen haben Inschriften von indo-griechischen Besuchern aus dem 1. Jahrhundert n. Chr. (vgl. Heliodoros-Säule).

## Sonstiges
Auf dem Bergplateau befindet sich das Shivneri-Fort.